# Durban
Durban (zulusky eThekwini) je jedním z největších měst JAR a největší v provincii KwaZulu-Natal. V jazyce zulu se nazývá eThekwini. Město leží na břehu Indického oceánu a v roce 2011 mělo 595 061 obyvatel; celá municipalita i s okolími má přes čtyři miliony.

## Klimatické poměry
Zimy jsou mírné a nemrzne, léta jsou teplá a bohaté na srážky. Vzhledem ke značným výškovým rozdílům na území Durbanu však mohou být podmínky v západních částech podstatně chladnější. Celkový roční úhrn srážek zde je 1009 mm, průměrná roční teplota 21 °C a denní maxima v měsících leden–březen se pohybují okolo 28 °C, v měsících červen–srpen potom 21 °C. Nejnižší teploty během zimy na jižní polokouli bývají okolo 11 °C. Ročně má 320 slunných dní.

## Obyvatelstvo
Durban má podle sčítání lidu z roku 2018 3 090 117 obyvatel, z nichž téměř 70 % tvoří černoši. Z náboženského hlediska je obyvatelstvo velmi různorodé; kromě křesťanů je zde zastoupen i islám (stojí tu největší mešita na jižní polokouli) a také hinduistické chrámy).

## Historie

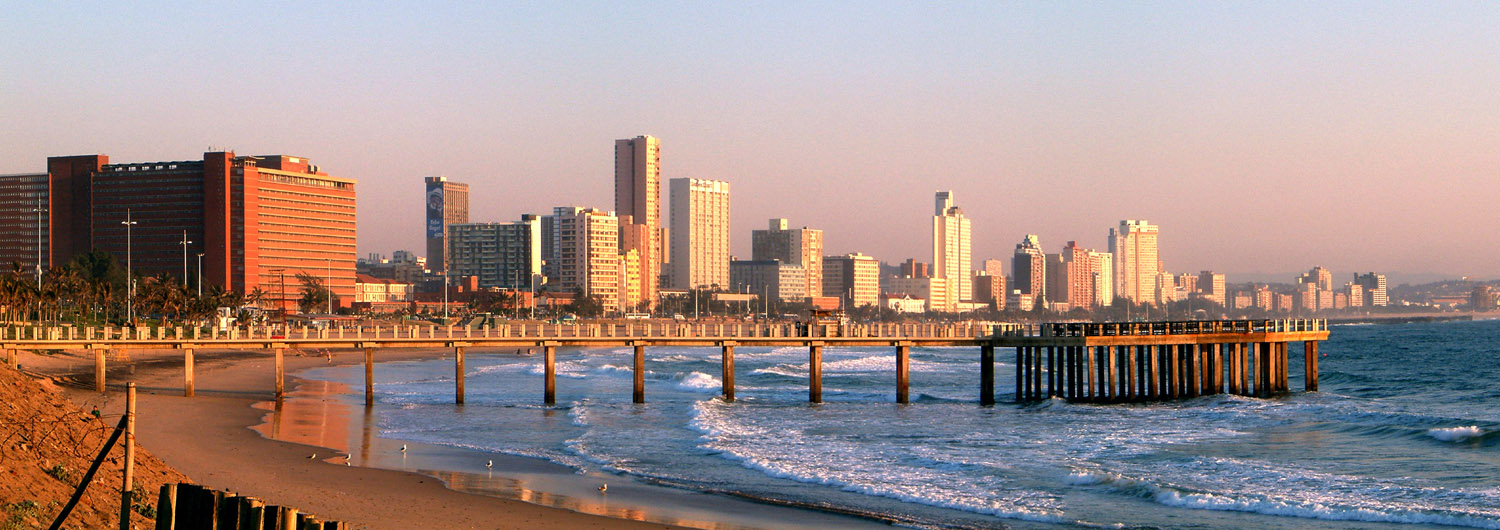
Durban a mořské pobřeží.

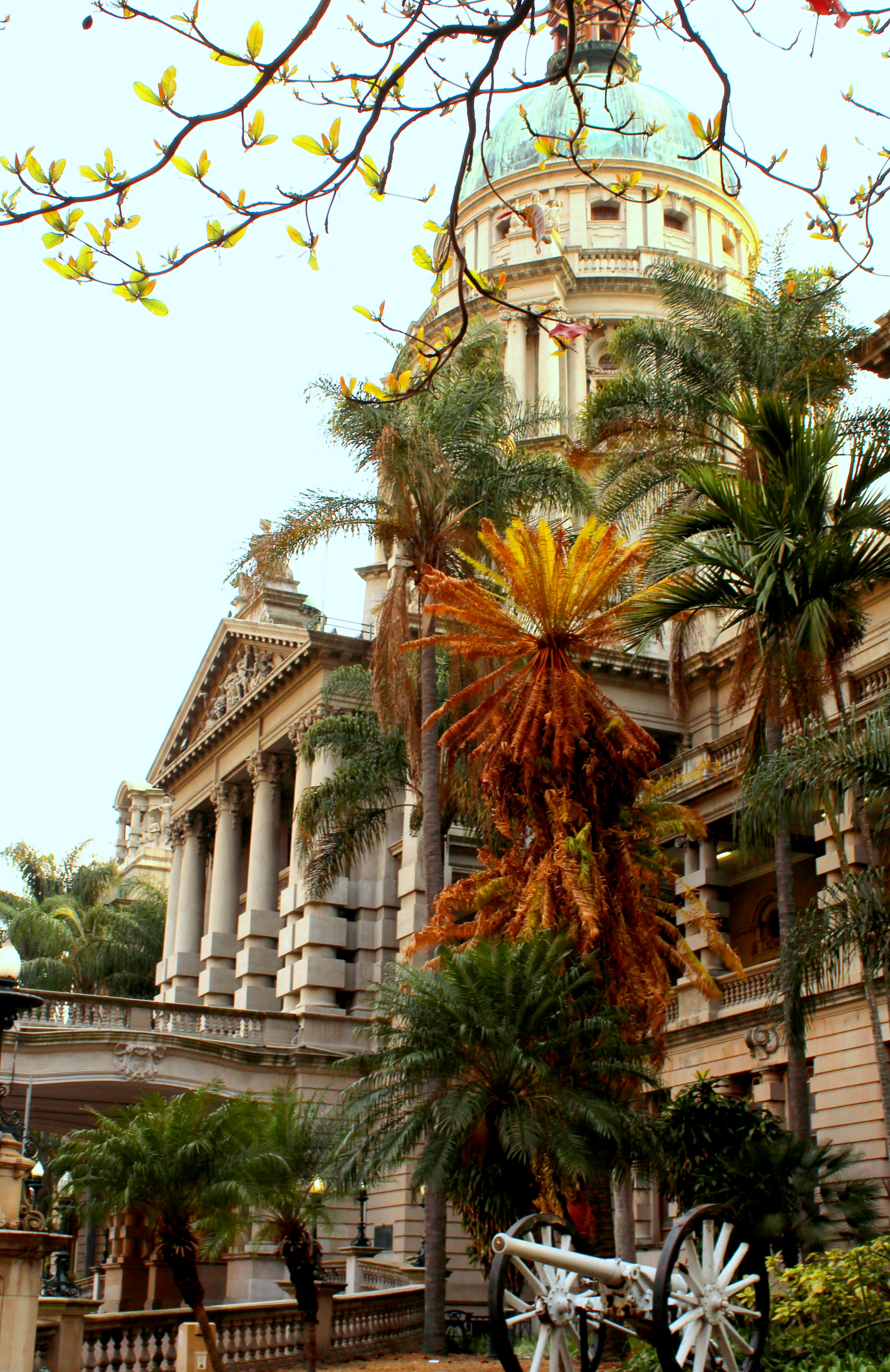
Budova radnice.

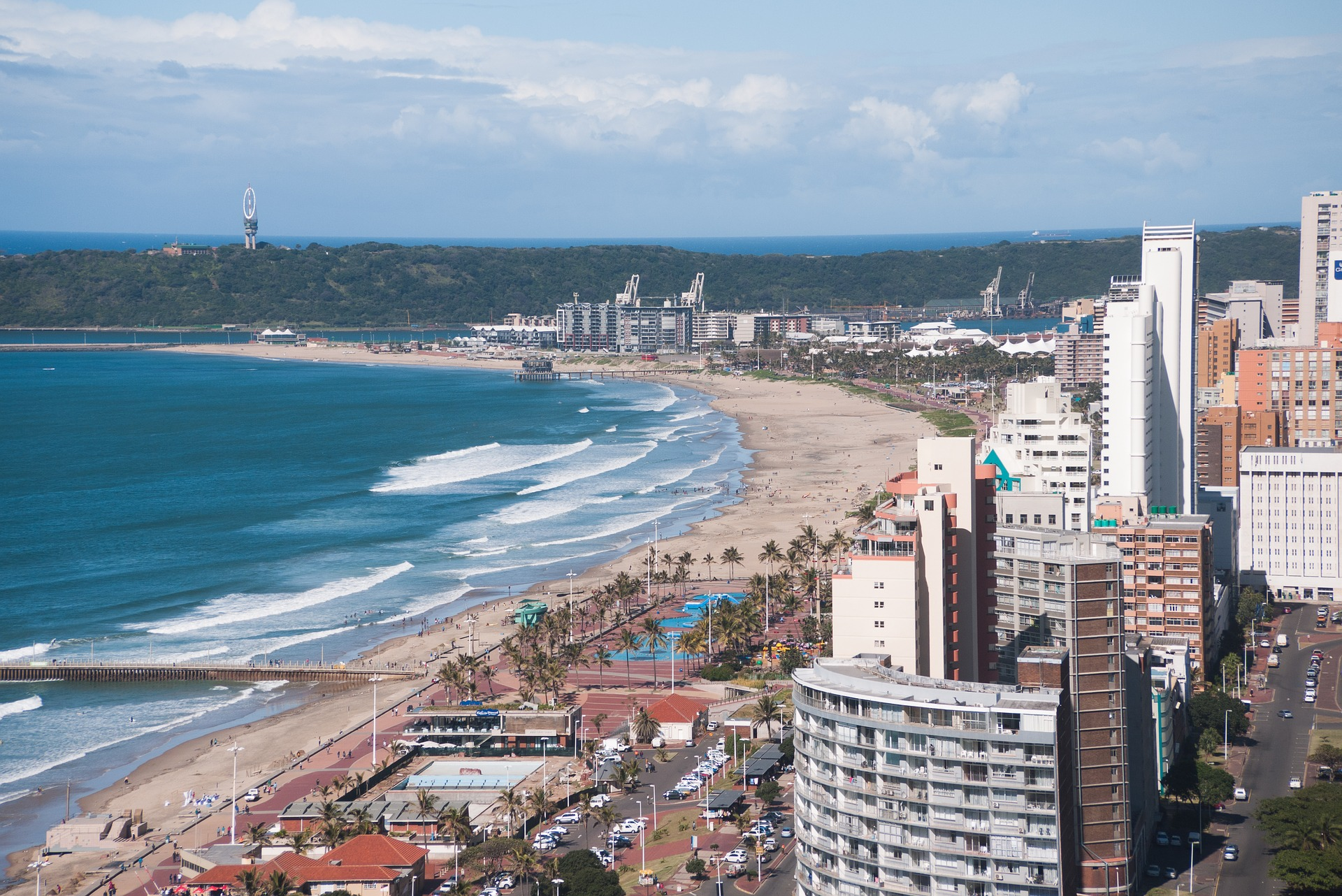
Pobřeží moře.

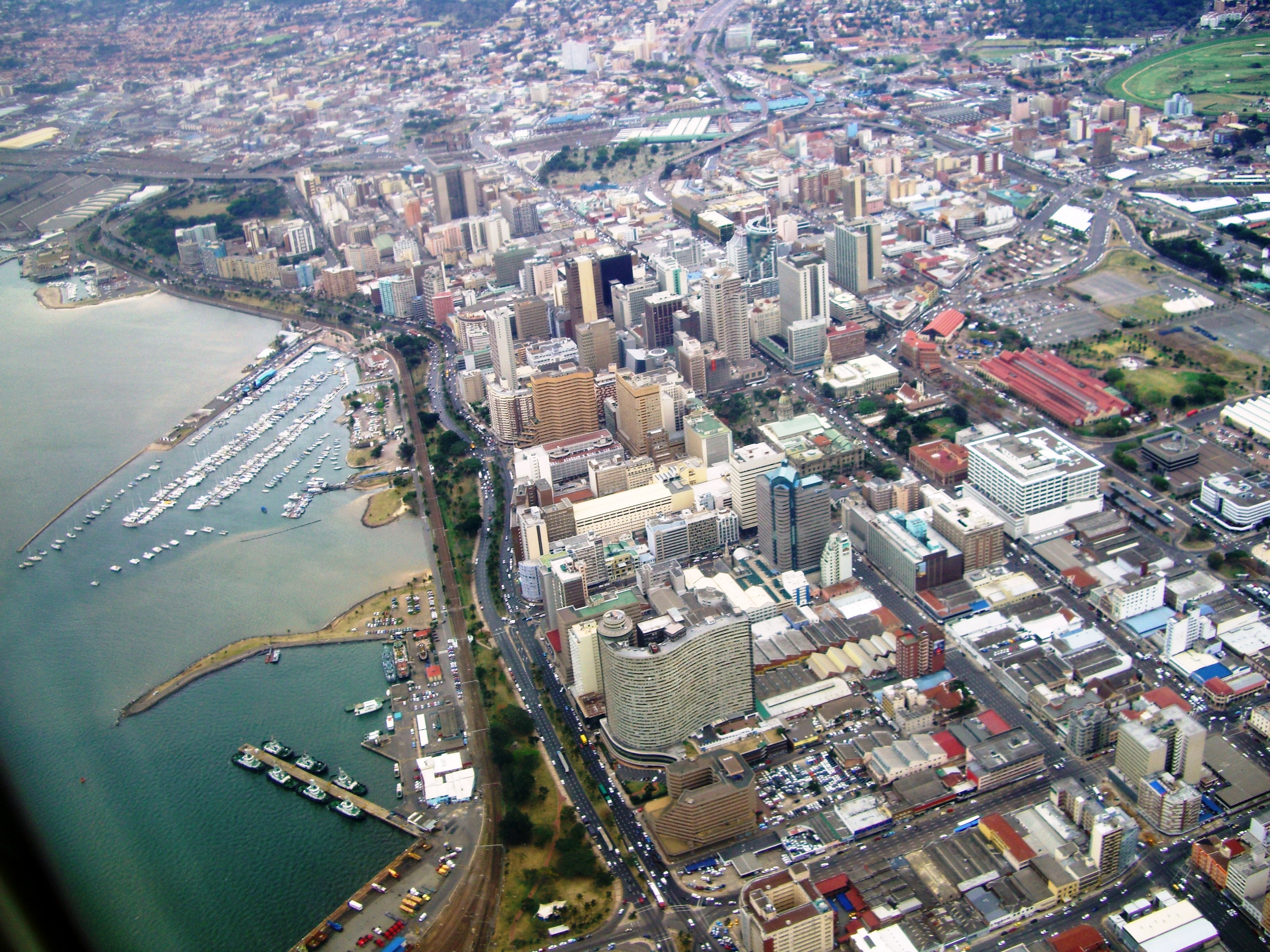
Letecký pohled na střed města.

V roce 25. prosince 1497 na toto místo připlul Vasco da Gama a dal mu jméno Rio De Natal (Vánoční řeka). Dnes tento název nese místní záliv. Před ním zde ale lidé žili od dávnověku. V jeskyních v Dračích horách žili lidé již před 100 000 lety. Prvním doloežným etnikem, které zde žilo, byli Bantuové, kteří sem přišli v 2. tisíciletí před naším letopočtem. Je však velmi málo záznamů o tom, kdo zde žil před příchodem Evropanů. Vasco Da Gama si povšiml zálivu i toho, že jej místní obyvatelé označovali jako Thekwini. Domníval se, že zde ústí řeka (kterou pojmenoval jako Vánoční řeka) a že je jejím ústím.
Poté, co toto území bylo věnováno Šakou britskému obchodníkovi Henrymu Fynnovi, vznikla zde v roce 1823 osada. Již jako město bylo v roce 1835 přejmenováno na Durban na počest správce Kapské kolonie, Benjamina d’Urbana. Na konci 30. let 19. století zde soupeřili o moc Búrové s Brity; Britové město získali v roce 1844. Búrové ale místní pevnost na krátkou dobu obsadili. V roce 1854 byly položeny základy samosprávy ustanovením rady o osmi členech a starosty, kterým byl zvolen George Cato.
Roku 1863 zde žilo cca 5000 obyvatel, z toho 3390 byli Evropané, 1380 byli Afričané a 230 byli Asiané. Rožšířena byla rovněž i železniční síť a postavena i střední škola.
Statut města získal Durban v roce 1935 (anglicky City status). V téže době bylo také město podstatně rozšířeno co do správních hranic.
Ve městě také 20 let pobýval Mahátma Ghándhí, který zde pracoval jako právník a uplatnil zde poprvé taktiku pasivního odporu. Pracoval zde jako právník a strávil tu 20 let života.
Rozvoj města umožnil vznik rozsáhlých plantáží v jeho okolí. Vzhledem k tomu, že se zde na těžkou práci nedostávalo pracovníků, nechali sem Britové dovézt velké množství lidí z území dnešní Indie. Ti pracovali především v zemědělství. Díky tomu je dnes obyvatelstvo Durbanu rozmanité a indický prvek je zde nejpočetnější ze všech větších měst v Jihoafrické republice. Zuluové dnes obývají lokality Ntuzuma, Umlazi a Embumbulu. 
V roce 1973 zde proběhla rozsáhlá stávka především černošského obyvatelstva, které pracovalo v místních textilních závodech. Roku 1977 byl v místním přístavu otevřen kontejnerový terminál.
V druhé polovině 80. let zde Umkhonto we Sizwe uskutečnila několik bombových útoků.
V roce 2001 se zde konala Světová konference proti rasismu.
V roce 2015 se zde konaly rozsáhlé nepokoje, které vyvolaly i mezinárodní reakci. Důvodem byla obava z vysoké nezaměstnanosti a příchodu přistěhovalců.

## Kultura
V Durbanu stojí botanická zahrada, která se rozvinula z původní zahrady pro testování cizích plodin. Dnes v ní stojí sto let staré stromy. Sbírkou místní historie disponuje Durbanské muzeum přírodních věd (DNSM). Je zde také galerie a historické muzeum. Město má 8 km dlouhou nábřežní promenédu.
V blízkosti mezinárodního letiště rovněž stojí socha krále Šaky. Svůj památník zde má mít i indická komunita.
Umělecká společnost Kwa-Zulu Natal, založená v roce 1902, disponuje vlastním uměleckým centrem s výstavami mezinárodních umělců a podporuje výměnu rozmanitých kultur.

## Ekonomika
Durban je průmyslovým městem, kde je klíčovým odvětvím výroba a zpracování cukru. Významným zaměstnavatelem jsou také místní loděnice, dále ropná rafinerie, závody pro automobilový průmysl a další odvětví, jako např. textilní, papírenský apod. V okolí města se pěstuje cukrová třtina a rozšířen je chov ovcí nebo pěstování citrusů a dalších zemědělských plodin (kukuřice, banány apod.)
V některých částech města je přirozená vysoká nezaměstnanost, která se pohybuje až okolo třiceti procent.

## Doprava
Durban má vlastní mezinárodní letiště pojmenované po zuluském panovníkovi Šakovi. Laguna, které přiléhá k historickému středu města, je domovem pro místní námořní přístav, jehož význam je především v nákladní dopravě. Dán byl do užívání v roce 1840. Slouží hlavně k vývozu surovin, ale i průmyslového zboží. Měl klíčový význam v obchodu s Indií během doby existence britské koloniální říše. Je umístěn v zátoce Natal.
Od roku 1860 má také město železnici; významné je hlavně nákladové nádraží při místním přístavu, nicméně spojení existuje s dalšími velkými městy země. V provozu je zde příměstská doprava (Durban Metrorail)) a předložen byl i návrh na vznik trati vysokorychlostní železnice do Johannesburgu.
Do města rovněž směřují i dvě dálnice; č. 2, která kopíruje trasu mořského pobřeží a č. 3, která vede do Pietermaritzburgu.
Veřejnou dopravu tvoří autobusy a v příměstských oblastech také minibusy. V letech 1935 až 1964 zde jezdily rovněž trolejbusy a předtím elektrická tramvaj. Původně koňka zde byla provozována již od roku 1880 a elektrická tramvaj od roku 1902. Rozšířené zde byly také rikši, nicméně v současné době jich zůstáalo jen velmi málo a slouží hlavně pro přepravu turistů.

## Školství
V Durbanu sídlí Univerzita KwaZulu-Natal, jejíž název bývá občas zkracován na UKZN. Dále je zde také Durbanská technologické univerzita, kterou studuje přibližně 20 tisíc studentů.
I přes to, že zde sídlí několik vysokých škol nemá zhruba 10 % místních obyvatel žádné vzdělání a 20 % má jen velmi nízké.

## Partnerská města
- Alexandrie, Egypt
- Chicago, Illinois, Spojené státy americké
- Leeds, Spojené království
- Rotterdam, Nizozemsko
- Kanton, Čína
- Nantes, Francie
- Antverpy, Belgie
- Brémy, Německo
- Bulawayo, Zimbabwe
- New Orleans, Spojené státy americké
- Oran, Alžírsko
- Le Port, Réunion, Francie
- Brisbane, Austrálie
- Ejlat, Izrael